# Ернандо де Сото (економіст)
Ерна́ндо де Со́то (ісп. Hernando de Soto; *2 червня 1941, Арекіпа, Перу) — перуанський економіст. Основні напрями досліджень: тіньова економіка; історія і перспективи розвитку капіталізму. Є одним з найвідоміших прибічників лібералізації економічного життя.
Вчився в інституті-університеті міжнародних відносин (Женева). Працював економістом при підготовці ГАТТ, у Міждержавній раді країн-експортерів міді; був головою перуанського Центробанку. У 1981 заснував Інститут свободи і демократії в Лімі, керівником якого він є.
Лауреат премій Адама Сміта (2002) і Мілтона Фрідмана (2004). Головною причиною розквіту тіньової економіки Сото вважає бюрократизм. Проведені його інститутом польові дослідження показали, що для реєстрації швацької майстерні в Перу необхідно витратити 289 днів і витрати, рівні 32 мінімальним місячним зарплатам; для здобуття ліцензії на торгівлю у вуличному кіоску потрібно всього 43 дні і 15 зарплат.

Обкладинка українського видання книжки Ернандо де Сото «Загадка капіталу. Чому капіталізм перемагає лише на Заході і ніде більше»

## Основні твори
- Ернандо де Сото. Загадка капіталу. Чому капіталізм перемагає лише на Заході і ніде більше / пер. з англ. Микола Климчук. — Київ: Ніка-Центр, 2009 [Архівовано 22 жовтня 2016 у Wayback Machine.].
- Ернандо де Сото. Загадка капіталу. Чому капіталізм перемагає лише на Заході і ніде більше / пер. з англ. Микола Климчук. [Архівовано 22 жовтня 2016 у Wayback Machine.]- Київ: Наш формат, 2017.
- «Іншим шляхом» (El otro sendero, 1986, в співавторстві з Е. Жерсі і М.Жібелліні);
- Ернандо де Сото. Інший шлях: Невидима революція в третьому світі: Дослідження нелегальної економіки в Перу. — М.: Catallaxy, — 1995. (рос.)